# Parapontocaris vicina
Parapontocaris vicina är en kräftdjursart som först beskrevs av Dardeau och Heard 1983.  Parapontocaris vicina ingår i släktet Parapontocaris och familjen Crangonidae. Inga underarter finns listade i Catalogue of Life.